# Nentershausen (Hessen)
Nentershausen település Németországban, Hessen tartományban. Lakosainak száma 2462 fő (2023. december 31.). Nentershausen Bebra, Cornberg és Ronshausen községekkel határos.

## Népesség
A település népességének változása:
| Lakosok száma | 2741 | 2617 | 2582 | 2541 | 2529 | 2462 |
|               | 2014 | 2017 | 2019 | 2021 | 2022 | 2023 |